# Сера ди Кроче (Матера)
Сера ди Кроче (итал. Serra di Croce) је насеље у Италији у округу Матера, региону Базиликата.
Према процени из 2011. у насељу је живело 43 становника. Насеље се налази на надморској висини од 407 м.